# Rafael Prado Fraguas
Rafael Prado Fraguas (Orense, 2 gennaio 1957 – Madrid, 3 luglio 2016) è stato un calciatore spagnolo, di ruolo difensore.

## Carriera
Vinse con l'Atletico Madrid la Liga nel 1977. Il suo palmarès annovera inoltre  una Coppa del Re (1976) e una Coppa Intercontinentale (1975).